# Hispano Alemán
Hispano Alemán fue un fabricante de automóviles español que comenzó su producción en 1970. Realizó réplicas bajo licencia de coches deportivos alemanes y británicos.

## Modelos
- Hispano Alemán Mallorca

Este vehículo surgió de la iniciativa de la empresa Talleres Hispano-Alemán, fundada por Bern Heiderich, el distribuidor de BMW y Porsche en Madrid, de construir un biplaza sobre mecánica SEAT inspirándose en el Lotus Seven Serie IV. Se realizó en dos versiones basadas en las mecánicas más potentes de SEAT en aquel momento: el motor 1430 y el 1800 FU. Aparte de los elementos mecánicos algunas unidades también lucían los mismos pilotos traseros del SEAT 124. En este vehículo podían viajar dos personas, casi sin equipaje, disfrutando de una velocidad máxima de 150 km/h y una aceleración suficiente para alcanzar los mil metros con salida parada en algo más de 33 segundos
- Hispano Alemán Castilla (versión ligeramente rediseñada del Lotus Europa)
- Hispano Alemán Vizcaya (versión del Porsche 914 con carrocería diferente diseñada por Pietro Frua)

Esta versión se presentó en el salón de Ginebra de 1971, con mecánica del 914 pero para asegurar que el rendimiento del vehículo se correspondiera con el aspecto dinámico del diseño el mecánico Antonio Santez lo modificó incluyendo partes del Porsche Carrera 906 6, usando nuevos pistones y bielas hasta alcanzar los 2,4 litros, aumentando así la potencia hasta los 225 CV. Tuvo tal éxito que hasta la matriz de Porsche se interesó en el automóvil contactando con Heiderich para una serie de vehículos. Al enterarse del éxito, Pietro Frua, el diseñador de la nueva carrocería, reclama la propiedad intelectual del diseño del coche así como de los derechos de reproducción. Frua hizo esto a pesar de que Heiderich, que lo había financiado, era el dueño del encargo y Frua era simplemente el proveedor de ese encargo.
Ben Heiderich, haciendo uso de sus derechos de propiedad sobre el vehículo, consigue que un tribunal de Ginebra retenga el coche. A pesar de que la justicia siempre le dio la razón a Heiderich, el tiempo transcurrido en años de pleitos legales (hasta 1976) hizo que ese magnífico diseño envejeciera prematuramente y no llegara a ser producido en serie.
- Hispano Alemán Valencia
- BMW 328